# エアプラス
エアプラス株式会社は、東京都港区新橋2丁目に本社を置く旅行会社である。海外旅行専業であり、国際航空券販売が中心。WASワールドエアシステムや、ena(イーナ) などのブランドを持ち、主にインターネット上のオンラインにて運営している。
観光庁長官登録旅行業第1883号、日本旅行業協会 (JATA) 正会員、国際航空運送協会 (IATA) 公認代理店。